# J.C. Dreyer (politiker)
 Der er flere personer med dette navn, se Jørgen Christian Dreyer.
Jørgen Christian Dreyer (født 11. maj 1832 på Gøl i Limfjorden, død 7. marts 1897 i Odense) var en dansk redaktør, bladudgiver og politiker. Han var far til Morten Dreyer og Jørgen Dreyer.

## Kortvarig embedskarriere
Han var søn af sognepræst, sidst i Ørsted Sogn, Fyn, Jørgen Gantzel Blicher Dreyer (1800-1876) og Sophie Henriette Tilemann (1809-1876).
Han undervistes væsentlig i hjemmet, til han 1845 kom i Odense Katedralskole, hvorfra han 1851 blev student. 1855 tog han juridisk eksamen og ansattes straks i Ministeriet for Hertugdømmet Slesvig, hvor han, efter 1856 at have aflagt prøve i slesvigsk ret, blev kancellist (1857) og fuldmægtig (1859). Han forlod imidlertid embedsvejen, og ved afskeden fra ministeriet blev han udnævnt til kancelliråd.

## Bogtrykker, avisudgiver og politiker
1856 havde han ægtet en plejedatter af M.C. Hempel, ejeren af Fyns Stiftstidende og Fyns Stiftsbogtrykkeri i Odense, efter hvis død (juni 1861) han fra 1. januar 1862 overtog bladet og bogtrykkeriet. I Odense kom han hurtig ved sin livlige foretagsomhed, der også omfattede sport (kapsejlads), til at spille en rolle. Fra oktober 1862 til februar 1866 var han formand for byens Industri- og Haandværkerforening, og i januar 1864 valgtes han til medlem af Odense Borgerrepræsentation (senere Byråd), en stilling, som han bevarede til januar 1888.
Til hans kommunale virksomhed kom fra 1864 også en politisk. Odense Amts 1. Valgkreds sendte ham først til Rigsrådets og derpå til Rigsdagens Folketing, hvor han først var medlem af Det nationale Venstre, der indsatte ham i Finansudvalget, og senere var medstifter af det såkaldte Mellemparti. I begyndelsen var han så meget venstremand, at han under sit fravær i Rigsdagen overlod bladets styring til J.H.G. Tauber, der senere blev kendt som venstrepolitiker. Men forfatningskampen ændrede hans politiske gemyt, og han formulerede det således, at "den Sten, man ikke kan løfte, maa man lade ligge". Modvilligt stemte han for den ændrede Grundlov af 1866 og trådte derpå ud af Folketinget. I resten af sit liv nærmede han sig mere og mere Højre, selv om han aldrig blev tilhænger af Estrup.
Efter sin deltagelse i national politik vendte Dreyer hurtigt tilbage til sin betydelige private virksomhed, som han drev med energi. Det må således nævnes, at han 1871 var den første bogtrykker, der her indførte gasmaskinen som drivkraft – hans gasmaskine var den anden her i landet –, og at han 1887 købte den Hempelske Bog- og Papirhandel. 1879 var han medstifter af Fællesrepræsentationen for dansk Industri og Haandværk, af hvis repræsentantskab han var medlem 1879-85. 1892 overdrog han bladet til sin søn Morten.

## Hæder
Dreyer blev Ridder af Dannebrog 1865 og Dannebrogsmand 1872. Efter i l882 at være blevet justitsråd udnævntes han 1886 til etatsråd.

## Privat
22. oktober 1856 ægtede han i Ørsted Kirke Elisabeth "Elise" Marie Petersen (født 13. januar 1833 i Norup, død 9. marts 1864 i Odense), datter af skolelærer Jørgen Peter Petersen (ca. 1793-1834) og Anna Hansdatter. Efter hendes død indgik han 11. maj 1865 i Egtved Kirke andet ægteskab med Sophie Elisabeth Tilemann (født 13. februar 1843 i Vester Hornum, død 23. juni 1935 på Frederiksberg), datter af sognepræst, sidst i Egtved, Johan Georg Tilemann (1806-1875) og Sophie Hedevig Friis (1806-1889).
Han er begravet i Odense.

## Gengivelser
- Træsnit 1874
- Portrætmaleri af Julius Paulsen udstillet 1887
- Silhouet udført 1894 af Jørgen Dreyer
- Fotografier